# Uduba milamina
Uduba milamina is een spinnensoort uit de familie Udubidae. De soort komt voor in Madagaskar.